# Episodi di Vacanze nell'isola dei gabbiani
La prima ed unica stagione della serie televisiva Vacanze nell'isola dei gabbiani è stata trasmessa in prima visione in Svezia dal canale SVT dal 18 gennaio all'11 aprile del 1964.
In Italia è stata trasmessa in prima visione dal Primo canale della Rai a partire dal mese di aprile del 1972.
| nº | Titolo originale         | Titolo italiano                         | Prima TV Svezia  | Prima TV Italia |
| -- | ------------------------ | --------------------------------------- | ---------------- | --------------- |
| 1  | En dag i juni            | Un giorno nel mese di giugno            | 18 gennaio 1964  | 1972            |
| 2  | Ro, ro till Fiskeskär... | Remate, remate per tagliare il pesce... | 25 gennaio 1964  | 1972            |
| 3  | Vilse i dimman           | Persi nella nebbia                      | 1º febbraio 1964 | 1972            |
| 4  | Midsommar på Saltkråkan  | Mezza estate a Saltkråkan               | 8 febbraio 1964  | 1972            |
| 5  | Denna dagen - ett liv    | Questa giornata - una vita              | 15 febbraio 1964 | 1972            |
| 6  | Sjörövarna               | Pirateria                               | 22 febbraio 1964 | 1972            |
| 7  | Vad händer på Kattskär?  | Cosa succede a Kattskär?                | 29 febbraio 1964 | 1972            |
| 8  | Far ända in i baljan     | Far ända in i baljan                    | 7 marzo 1964     | 1972            |
| 9  | Ett litet djur åt Pelle  | I piccoli animali di Pelle              | 14 marzo 1964    | 1972            |
| 10 | Visst finns det tomtar   | Certo che esistono gli gnomi            | 21 marzo 1964    | 1972            |
| 11 | Räven raskar över isen   | Volpe sorpresa sul ghiaccio             | 28 marzo 1964    | 1972            |
| 12 | Snickargården i fara     | La vecchia falegnameria in pericolo     | 4 aprile 1964    | 1972            |
| 13 | Melker får napp!         | Melker dice la sua!                     | 11 aprile 1964   | 1972            |

## Un giorno nel mese di giugno
- Titolo originale: En dag i juni
- Diretto da: Olle Hellbom
- Scritto da: Astrid Lindgren

### Trama
La famiglia Melkersson si è appena trasferita sull'isola per prendere possesso della Vecchia Falegnameria, che però si trova in uno stato leggermente diverso da come era stato promesso. Con l'arrivo della famiglia Melkersson la consueta serenità che regnava sull'isola si è interrotta. Le cose non saranno più come prima.

## Remate, remate per tagliare il pesce...
- Titolo originale: Ro, ro till Fiskeskär...
- Diretto da: Olle Hellbom
- Scritto da: Astrid Lindgren

### Trama
È una bella mattinata di sole, e tutti si svegliano di buon umore, tranne Melina. Lei è arrabbiata! Johan, Niklas, Teddy e Freddy sono usciti in barca per andare ad uno degli isolotti rocciosi nella periferia dell'arcipelago e si sono portati dietro Nostromo, il suo inseparabile cane. Pelle si dedica alle vespe che hanno fatto un nido in Snickargården e lo zio Melker dipinge i mobili da giardino. Dal momento che i genitori non danno retta alle sue lagnanze, Melina decise di lasciare la famiglia e diventare la governante di Söderman, nonno della sua amica Stina. Intanto, non avendo Johan assicurato con cura la barca all'isolotto roccioso dove i quattro giovani amici stanno mangiando pesce alla griglia, la barca si allontana. La loro barca viene recuperata da Björn, l'insegnante di Teddy e Freddy.

## Persi nella nebbia
- Titolo originale: Vilse i dimman
- Diretto da: Olle Hellbom
- Scritto da: Astrid Lindgren

### Trama
La nebbia sta arrivando dal mare, sulla periferia di tutto l'arcipelago. Quando Johan, Niklas, Teddy, Freddy e Nostromo lasciano l'isolotto roccioso, si ritrovano persi con la loro barca nella nebbia. Gli abitanti di Saltkråkan, tornati a casa sentono parlare di nebbia nel report meteo. Melker è allarmato. Nisse cerca di calmarlo, facendo notare che in mare c'è comunque calma piatta. I quattro giovani amici e il cane finalmente arrivano ad un'isola. Essi vagano disorientati fino a quando scoprono di trovarsi sull'isola della scuola. (L'episodio è la continuazione di quello precedente).

## Mezza estate a Saltkråkan
- Titolo originale: Midsommar på Saltkråkan
- Diretto da: Olle Hellbom
- Scritto da: Astrid Lindgren

### Trama
Sull'isola stanno arrivando molti visitatori estivi, tra cui Kris che torna a Saltkråkan con il traghetto per incontrare Karin durante le festività di mezza estate. Quando Johan e Niklas lo notano, decidono di fermarlo, perché non vogliono perdere la sorella. Anche Björn è interessato a Karin, ma durante i festeggiamenti Kris è quello a cui Karin presta più attenzione. Kris e Karin provano a sedersi a chiacchierare sulle rocce nella suggestiva notte di mezza estate, ma i bambini li disturbano per tutto il tempo.

## Questa giornata - una vita
- Titolo originale: Denna dagen - ett liv
- Diretto da: Olle Hellbom
- Scritto da: Astrid Lindgren

### Trama
Kris porta Karin in gita in barca, ma ottiene un piccolo bonus su cui non aveva contato. Infatti non è felice quando lei porta con sé il fratello piccolo Pelle. Alla fine Kris lascia Saltkråkan con l'intenzione di non tornare mai più. In un libro Melker trova la massima "Questa giornata - una vita". Decide che la massima si avvererà in quello stesso giorno, ma nonostante le sue buone intenzioni, tutte le sue imprese finiranno in un disastro. Comincia col costruire un condotto d'acqua in cucina, solo per scoprire che l'intera pavimento della cucina si è allagato. Cuoce i pesci per la cena, ma il cibo è immangiabile a causa del troppo sale. Finisce la serata con una delle sue classiche cadute in acqua con i vestiti addosso.

## Pirateria
- Titolo originale: Sjörövarna
- Diretto da: Olle Hellbom
- Scritto da: Astrid Lindgren

### Trama
Söderman sollecita Nisse Grankvist a riferire alla polizia che alcuni ladri stanno rubando le reti da pesca dai pescatori. Johan, Niklas, Teddy e Freddy vanno in gita in barca a Kattskär, un'isola lontano nella periferia dell'arcipelago, dove passeranno la notte in un cottage. Hanno completamente dimenticato che manca un giorno alla grande festa, cioè l'onomastico di Pelle, con torta e tutto. L'isola di Kattskär è disabitata, ma ci sono alcune case che sono utilizzate occasionalmente dai pescatori. I quattro giovani amici pensano di essere soli sull'isola. Non sanno che i ladri, Berra ed Elis, usano l'isola come loro nascondiglio.

## Cosa succede a Kattskär?
- Titolo originale: Vad händer på Kattskär?
- Diretto da: Olle Hellbom
- Scritto da: Astrid Lindgren

### Trama
In mattinata Teddy, Freddy, Johan e Niklas scoprono di non essere soli su Kattskär. Si sono subito resi conto che i due stranieri sull'isola sono i ladri che rubano le reti da pesca. Per fare in modo che i ladri non possano lasciare l'isola, Johan si intrufola a bordo della loro barca a motore, toglie le candele e le getta in mare. I ladri tentano di trattenere la barca dei bambini, ma loro riescono ad andarsene, lasciando i ladri sull'isola, dove resteranno fino alla cattura da parte della guardia costiera. (L'episodio è la continuazione di quello precedente).

## Far ända in i baljan
- Titolo originale: Far ända in i baljan
- Diretto da: Olle Hellbom
- Scritto da: Astrid Lindgren

### Trama
Melina e Stina competono per l'attenzione di Pelle, facendolo ammattire. Johan, Niklas, Teddy e Freddy esplorano un vecchio rottame. Se c'è qualcosa che allo zio Melker piace davvero, sono i funghi. Su un'altra isola, nelle vicinanze di Saltkråkan, ci sono i funghi più grandi e migliori. Zio Melker, Karin, Pelle, Melina e Nostromo vanno sull'isoletta a raccogliere i funghi. Ma anche se l'isola è piccola, è molto facile perdersi: soprattutto Karin, che invece di trovare i funghi trova Björn, che vive sull'isola.

## I piccoli animali di Pelle
- Titolo originale: Ett litet djur åt Pelle
- Diretto da: Olle Hellbom
- Scritto da: Astrid Lindgren

### Trama
Melker cerca di lavorare al suo libro, ma è costantemente interrotto. Pelle pensa che sia ingiusto che lui non possa tenere nessun animale, Melina ha Nostromo. Oggi lui e Melina e Pelle devono andare a prendere il latte dal contadino. Ma il viaggio diventa un po' più lungo di quanto abbiano previsto, e quando tornano a casa hanno con sé un piccolo nuovo cittadino di Saltkråkan.

## Certo che esistono gli gnomi
- Titolo originale: Visst finns det tomtar
- Diretto da: Olle Hellbom
- Scritto da: Astrid Lindgren

## Volpe sorpresa sul ghiaccio
- Titolo originale: Räven raskar över isen
- Diretto da: Olle Hellbom
- Scritto da: Astrid Lindgren

### Trama
Il pollaio di Jansson è stato visitato da un ospite non invitato, una volpe! Björn va alla stalla con la sua carabina, ma questa volta c'è ben più di un visitatore. Melina si fa male e Karin si prende cura di lei. La pausa natalizia è finita, presto sarà di nuovo primavera, e quando arriverà l'estate potrà di nuovo giocare con Pelle.

## La vecchia falegnameria in pericolo
- Titolo originale: Snickargården i fara
- Diretto da: Olle Hellbom
- Scritto da: Astrid Lindgren

### Trama
L'estate è finalmente arrivata e così anche i Melkerssons sono felici di essere tornati. Ma per quanto riguarda la vecchia falegnameria? Riusciranno i Melkerssons a continuare a vivere lì?

## Melker dice la sua!
- Titolo originale: Melker får napp!
- Diretto da: Olle Hellbom
- Scritto da: Astrid Lindgren

### Trama
Per la prima volta nella sua vita, lo zio Melker prende qualcosa al suo amo, sia di fatto che in modo figurato. Anche se è a Pelle che si dovrebbero rendere gli onori. Infatti c'è il concreto pericolo che la famiglia Melkersson perda La Vecchia Falegnameria. Ma all'ultimo momento, una sorpresa...